# 小野木源次郎
小野木 源次郎（おのぎ げんじろう、安政元年10月28日〈1854年12月17日〉 - 1925年〈大正14年〉9月11日）は、幕末・戊辰戦争期の武士、明治から大正にかけての警察官・実業家・政治家である。
会津藩藩士として生まれ、戊辰戦争に従軍。その後は警察官に転じ、各地の警察署長や県警察部長などを歴任した。1907年（明治40年）より実業界に転じて長野県の電力会社信濃電気の社長に就任し、1912年（大正元年）には郷里の福島県若松市（現・会津若松市）に戻って若松市長（第5代）を務めた。

## 経歴
小野木源次郎は、安政元年10月28日（新暦：1854年12月17日）、会津若松城下（現・福島県会津若松市）に生まれた。小野木家は歴世の会津松平家家臣であった。戊辰戦争では白河方面に出陣し負傷し、戦後高田藩で謹慎生活を送ったのち斗南に移り、1874年（明治7年）会津へ戻った。のち東京へ移り警視庁に入り、次いで陸軍省や内務省で勤務した。
1886年（明治19年）時点の国の職員録によると、小野木はこのころ長崎県警部（判任官）として梅香崎警察署長を務めていたとある。警察署長として1886年8月に発生した清国水兵による暴動事件（長崎事件）に対処した。1892年（明治25年）10月、長崎県警部から福島県行方・宇多郡長に転ずる。同年12月、高等官に叙され福島県典獄（福島監獄の長）に任官。1896年（明治29年）12月さらに北海道庁典獄へ異動し、翌1897年（明治30年）4月には長野県警部長に就任した。
以後は各地の県警察部長を歴任した。1900年（明治33年）8月、長野から岩手県警部長へ異動し、1902年（明治35年）2月には愛知県警部長に着任。1905年（明治38年）4月の異動では静岡県事務官に任ぜられ静岡県第四部長に補される。1906年（明治39年）7月、広島県事務官に転じ広島県第四部長に補され、翌1907年（明治40年）7月には広島県警察部長に補された。
1907年11月2日付で広島県事務官を依願により免官となった。退官直後、信濃電気株式会社の取締役に就任する。同社は長野県上高井郡須坂町（現・須坂市）を拠点として北信地方に配電していた電力会社である。1903年（明治36年）の会社設立時から須坂で製糸業「山丸組」を営む越寿三郎が社長であったが、家業多忙のため越は1907年に社長から退き、小野木が後任社長に選任された。小野木は長野県警部長として赴任する際に同じ列車に乗り合わせたという縁から越と親交があった。小野木在任中の1911年（明治44年）、信濃電気は上田の上田電灯を合併し、供給区域を東信地方にも拡大した。
1912年（大正元年）12月17日、小野木は信濃電気取締役を辞任した。1週間後の25日、松本時正の後継として第5代の若松市長に就任。任期途中の1914年（大正3年）6月18日付で辞任するまでの1年7か月市長に在任した。
1925年（大正14年）9月11日に東京下落合の自宅で肝臓病のため死去した。70歳没。墓所は飯盛山にある。

## 人物
小野木は幼少期から文武に優れ、完全主義者、また古武士とも評された人柄であった。会津会会員でもある。
1886年（明治19年）8月、長崎の梅香崎警察署長在任中に長崎事件（長崎清国水兵事件）が発生した。長崎港入港中の清国北洋艦隊水兵約450人が上陸し日本人警察官と衝突しはじめると、梅香崎署では事態を清国領事に通報しつつ小野木の指揮の下に出動、水兵の増援を防ぐため交通を遮断しつつ長崎署と共闘して水兵を押し返した。衝突の結果、清国側死者4名・負傷者46名、日本側死者2名・負傷者29名（そのうちうち小野木の部下である梅香崎署員からは死者1名・負傷者17名）が出た。事件ののち、小野木は当時熊本鎮台司令官であった山地元治から、君が警察署に火を放ち自決したならば後始末を軍でできたのに残念だ、と冗談を言われたという。

## 栄典
- 1906年（明治39年）4月1日 - 勲四等旭日小授章（明治三十七八年事件の功による）[22][23]
- 1907年（明治40年）7月20日 - 従五位[24]
- 1907年（明治40年）12月10日 - 正五位[25]